# Drepanosticta monoceros
Drepanosticta monoceros là loài chuồn chuồn trong họ Platystictidae. Loài này được Lieftinck mô tả khoa học đầu tiên năm 1965.